# Pardosa enucleata
Pardosa enucleata là một loài nhện trong họ Lycosidae.
Loài này thuộc chi Pardosa. Pardosa enucleata được Carl Friedrich Roewer miêu tả năm 1959.